# Dama kameliowa (film 1998)
Dama kameliowa – francuski film kostiumowy, zrealizowany w 1998 roku, według powieści Aleksandra Dumasa (syna) pod tym samym tytułem. 

## Treść
Piękna paryska kurtyzana Marguerite Gauthier, zwana "damą kameliową", ma wielu klientów wśród arystokratów. Zakochuje się w jednym z nich - Armandzie Duval, jednak pod wpływem jego ojca rezygnuje ze znajomości. Po jakimś czasie ich drogi znów się krzyżują.

## Obsada
- Cristiana Réali - Marguerite Gautier
- Roger Van Hool - Pan Duval
- Michaël Cohen - Armand Duval
- Isabelle Spade - Olympe
- Valérie Mairesse - Prudence
- Laurence Badie -  Nanine
- Urbain Cancelier - Saint Gaudens